# 川勝政太郎
川勝 政太郎（かわかつ まさたろう、1905年（明治38年）5月22日 - 1978年（昭和53年）12月23日）は、日本の歴史学者・考古学者・美術史家。学位は、文学博士。専門はサンスクリット、石造美術の研究。京都市生まれ。

## 来歴・人物
1905年、京都府京都市生まれ。京都市立第一商業学校（現：京都市立西京高等学校・附属中学校）卒業後、建築史家の天沼俊一に師事し、石造遺品への関心を深めた。1928年、スズカケ出版を設立して『古美術史蹟・京都行脚』を刊行し、1929年、京都史蹟会の会誌『京都史蹟』の創刊に携わった。1930年、史迹美術同攷会（しせきびじゅつどうこうかい）を創立し、会の機関誌として研究雑誌『史迹と美術』を創刊した。1940年に京都帝国大学文学部史学科に選科生として入学し、1943年卒業。以来、近畿日本鉄道嘱託として近畿古文化を研究する一方、自らのライフワークである石造美術の研究に没頭しこの分野を確立するとともに、多くの後進を育てた。1958年に「日本石材工芸史」により國學院大學から文学博士の学位を受けた。大阪工業大学、大手前女子大学の教授を歴任。1973年、石造美術の研究により紫綬褒章を受けた。没後に、勲四等旭日小綬章を受章した。墓所は、京都市上京区の本満寺。
特に石造美術の分野での業績は偉大で、「石造美術」の語も川勝が初めて唱えたとされ、今なお川勝を師として仰ぐ石造美術研究者は多い。主宰する史迹美術同攷会の会誌『史迹と美術』を拠点に多くの研究を発表するとともに、川勝の薫陶を受けた研究者たちも国内各地にある優れた石造美術を発見し、世に送り出した。現在、多くの石造美術が国の重要文化財の指定を受けているが、そのほとんどに川勝が関与しており、その足跡の大きさを知ることができる。『史迹と美術』誌は創刊以来、現在に至るまで年10回の発行を続けており、主として在野の研究者のための発表の場として貴重な役割を果たしている。

## 主な著書
- 『大和の石造美術』天理時報社、1942年
- 『京都石造美術の研究』河原書店、1946年
- 『日本石材工芸史』綜芸舎、1957年
- 『石の奈良』中日新聞東京本社、1966年12月
- 『石造美術入門』社会思想社、1967年
- 『京都の石造美術』木耳社、1972年
- 『石造美術の旅』朝日新聞社、1973年
- 『燈籠』集英社、1973年
- 『日本石造美術辞典』 東京堂出版、1978年
- 『古建築入門講話（改訂）』河原書店、1980年7月
- 『梵字講話』河原書店、1980年10月
- 『石造美術』誠文堂新光社、1981年11月
- 『京都古寺巡礼』社会思想社、1982年
- 『偈頌』 歴史考古学研究会、言叢社、1984年12月

この他の多数の著書については、「川勝政太郎先生著作目録」、『歴史考古学』第11号、歴史考古学研究会を参照のこと。また『史迹と美術』誌に多数の論文が載る。